# Черноморска акула
Черноморската акула (Squalus acanthias), също черноморска бодлива акула, е вид хрущялна риба от семейството на бодливите акули. Наричат я и морско куче. 

## Описание
Тялото на черноморската акула е източено торпедовидно и заоблено вретеновидно, тъмносиво на цвят. Покрито е с дребни плакоидни люспи с шипчета, насочени към опашката, която представлява асиметрична перка (с по-голяма горна част). Предната част на тялото е широка, леко изгърбена, триъгълна при напречен пререз. Главата е удължена и гръбно-коремно сплесната. Муцуната е конично заоблена напред. Дълговината уста е долна, напречна, с по една надлъжна бразда от двете страни. При челюстите има няколко реда дълги остри клиновидни зъби. Очите са без мигателна ципа, удължени по посока на дължината на главата и са покрити отгоре и отдолу до зеницата с твърда кожна мембрана. Анусът е разположен в задната половина на тялото, по-близо до края на опашката.
Гръбните перки са с удължени задни лъчи и с по един шип отпред. Началото на първата гръбна перка е над задния край на гръдните перки, а втората гръбна перка е разположена зад коремните перки. Гръбните преки са големи и се намират зад главата.Има и шип, разположен на гръбната перка. Коремните перки са малки и липсва анална перка. Опашката е несиметрична и почти с размерите на главата.
Горната част на тялото е тъмносива, осеяна с бели петна. Тези петна са по-ясно видими при младите индивиди- Коремната страна е белезникава.
Черноморската акула живее до 15 – 17 години. Средно достигат до 150 cm дължина, но има регистрирани случаи, в които този размер е 180 – 200 cm. Теглото ѝ е около 7 кг (при достигане на зрялост). Най-едрите представители могат да достигнат 14 кг. Официалният рекорд е 7,14 кг и е постигнат край графство Кери, Ирландия.

## Разпространение
Разпространена е в морета и океани с умерени температури на водата (повсеместно в Атлантически и Тихи океан и свързаните с тях морета). Обитатели са на крайбрежните участъци и на откритите води. Попада рядко в Черно море.

## Хранене
Черноморската акула живее на пасажи (стада), предимно в дънните слоеве на водата на дълбочина 180 – 200 m. Храни се хищно, с по-дребни риби. Възрастните акули се хранят с бентосни и нектобентосни видове, например меджид, писия, някои видове попчета и др. В отделни години през пролетно-есенните месеци на хамсията, трицоната,сафридът и скумрията придобиват по-голямо значение за изхранването на акулата. Ракообразните и мекотелите са по-маловажни за диетата ѝ.

## Размножаване
Черноморската акула достига полова зрялост при дължина 70 cm. Тя е живородна – оплождането е вътрешно и става през пролетта. Бременността на женските, обитаващи Черно море, продължава около година (за сравнение с океанските представители, при които бременността трае около 2 години). Те са живородни. Близо до брега, на дълбочина 25 – 40 m, женската ражда между 16 и 32 малки. Те са сред най-бавно растящите акули на планетата. Продължителността им на живот е до 25 години.

## Улов
Обикновено не е агресивна по отношение на хората. В България черноморската акула служи предимно като стопански улов (през зимния сезон) за вътрешния ни пазар и няма голямо стопанско значение. Месото се консумира в свеж, опушен или консервиран вид. Възможно е и приготвянето на пастърма. Черният им дроб съдържа до 81% масленост и е богат на витамините А и D. Затова интересът на фармацевтичните компании към тях е голям. Перките им са скъп деликатес на азиатските пазари. Кожата на акулата е много здрава. Опъната и изсушена, може да се употреби вместо стъклена хартия, а след известна обработка и за производството на кожени изделия.
В световен мащаб бодливите акули са застрашен вид поради прекомерния улов. Черноморската акула присъства в Червена книга на България, като защитен животински вид.